# Топорное (озеро, Лоухский район)
Топорное — пресноводное озеро на территории Амбарнского сельского поселения Лоухского района Республики Карелии.

## Общие сведения
Площадь озера — 1,6 км², площадь водосборного бассейна — 148 км². Располагается на высоте 82,4 метров над уровнем моря.
Форма озера продолговатая: оно более чем на четыре километра вытянуто с северо-запада на юго-восток. Берега каменисто-песчаные, преимущественно возвышенные, местами заболоченные.
Через озеро протекает река Пулома, впадающая в Энгозеро. Воды Энгозера через реки Калгу и Воньгу попадают в Белое море.
Ближе к юго-восточной оконечности озера расположены два относительно крупных (по масштабам водоёма) острова без названия.
Вдоль всего юго-западного берега озера проходит линия железной дороги Санкт-Петербург — Мурманск. У юго-восточной оконечности Топорного проходит автодорога местного значения 86К-5 («Р-21 „Кола“ — Энгозеро — Гридино»).
Населённые пункты вблизи водоёма отсутствуют.
Код объекта в государственном водном реестре — 02020000711102000003108.

## Примечания

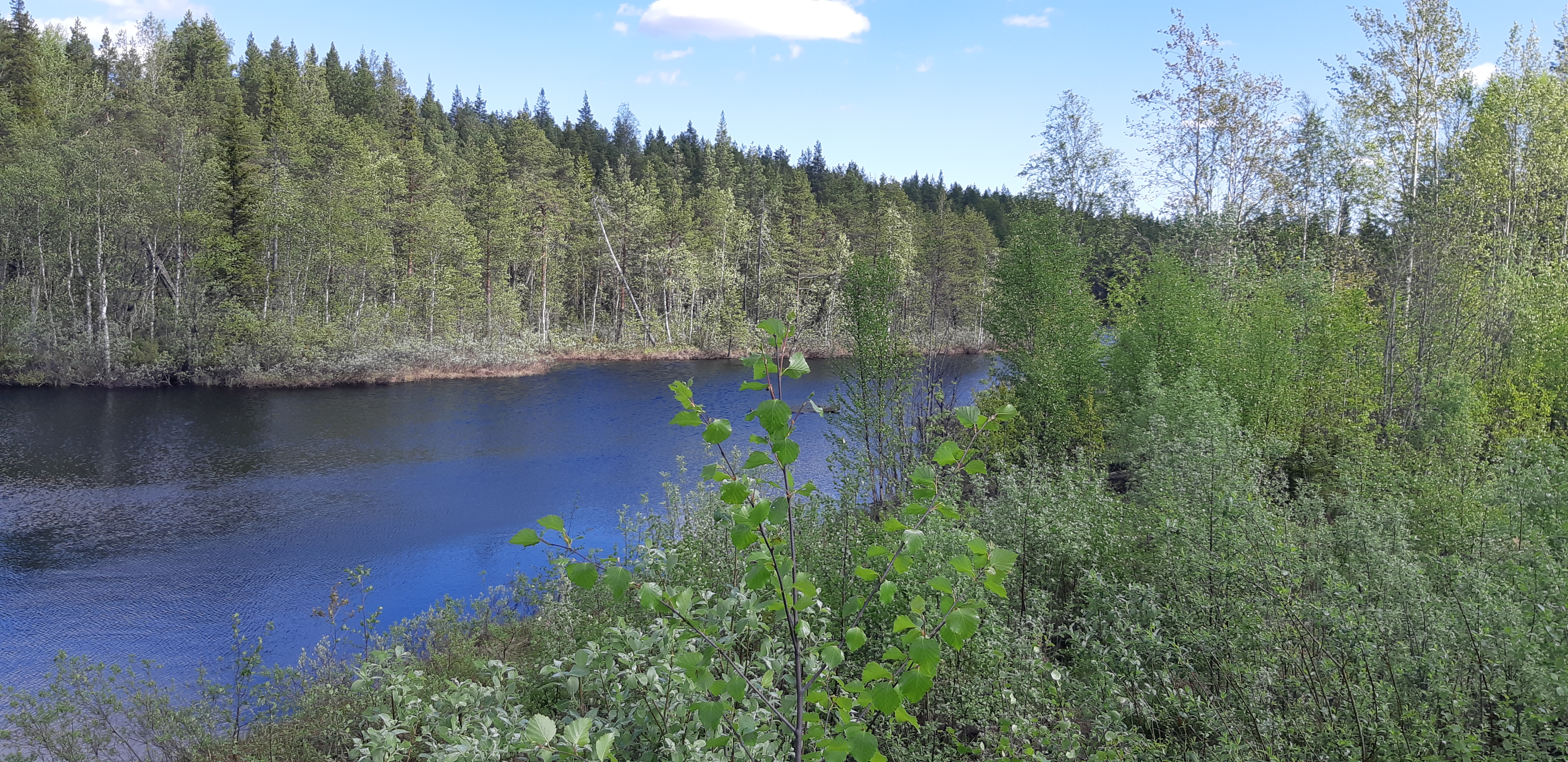
Вид с железной дороги

## Панорама

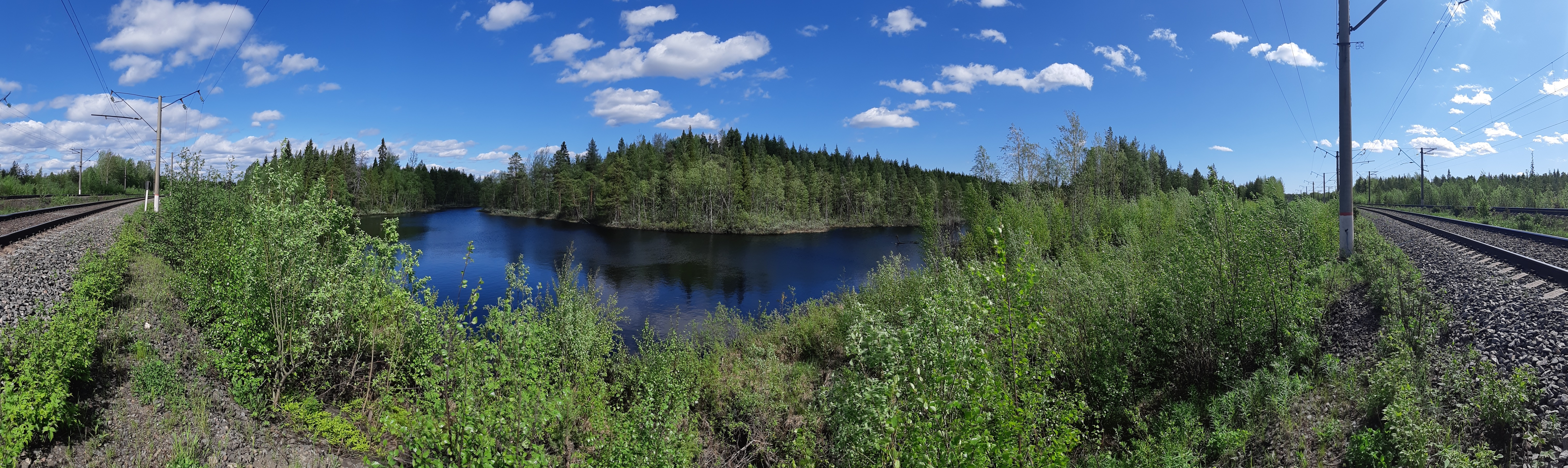
Панорама